# Partia

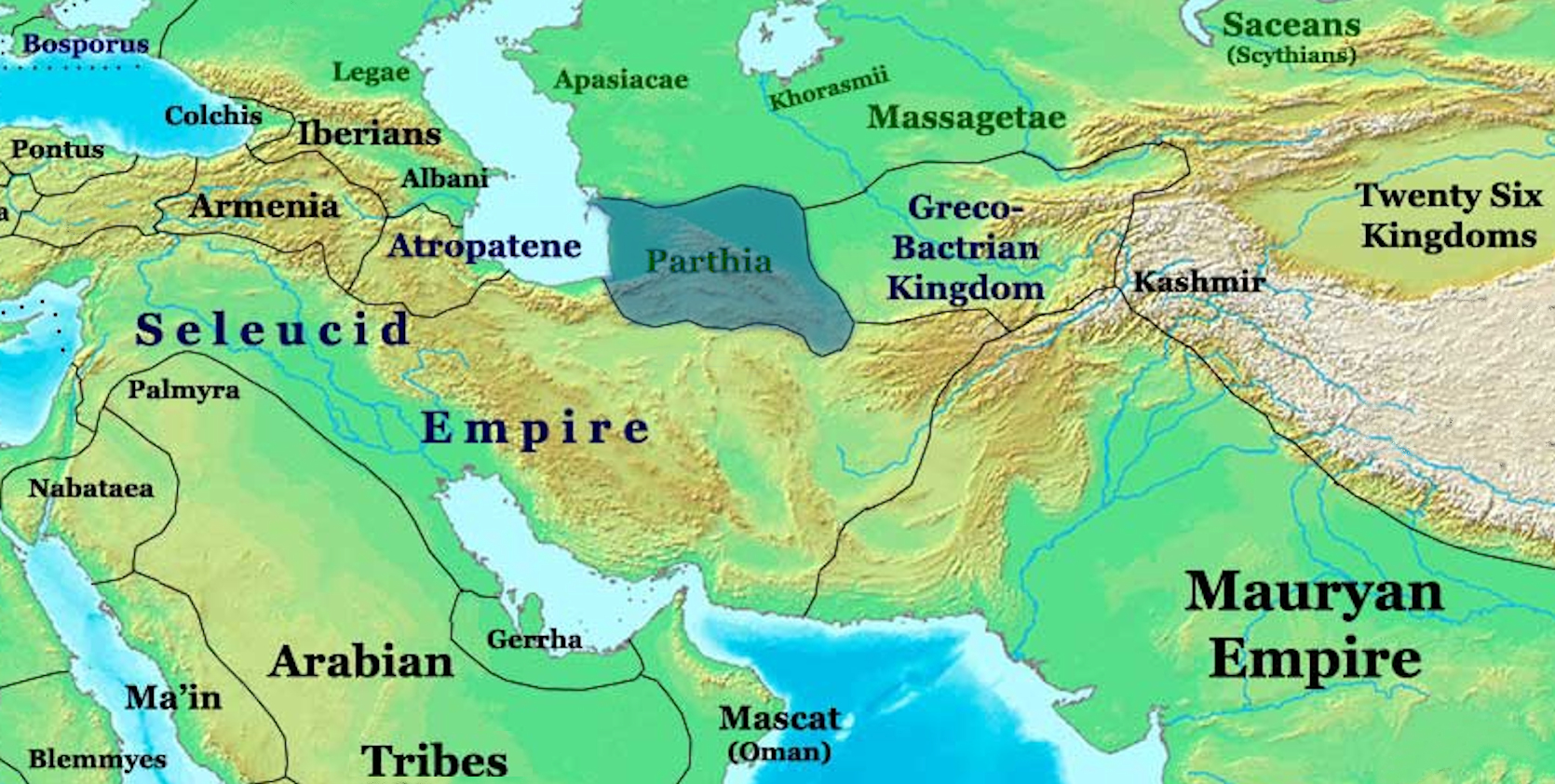
La regione storica della Partia attorno al 200 a.C., da cui poco dopo la dinastia arsacide mosse alla conquista dell'Impero seleucide fondando l'Impero partico.

La Partia (in antico persiano Parthava) è una regione storica dell'antica Persia.
I confini della Partia erano i monti Kopet Dag a nord (oggi il confine tra Iran e Turkmenistan) e il deserto Dasht-e Kavir a sud. Confinava con la Media a occidente, con l'Ircania a nord-ovest, con la Margiana a nord-est, e con l'Aria a sud-est.
Il termine "Partia" deriva dal latino Parthia, che a sua volta deriva dall'antico persiano Parthava; quest'ultimo termine in lingua partica significava "dei Parti" che erano un popolo iranico. Nel periodo ellenistico la Partia era anche nota come Parthyaea.

## Territorio
La Partia era una regione del Medio Oriente che più o meno corrispondeva all'attuale parte nord-orientale dell'Iran (a sud-est del Mar Caspio). Il clima caldo e l'ambiente quasi totalmente montuoso e occupato da steppe non erano molto adatti all'agricoltura. L'economia della popolazione di questa regione era basata essenzialmente sulla pastorizia e sui commerci con l'Oriente (era infatti una zona di transito per la Via della seta).
In periodo arsacide, la Partia fu unita con l'Ircania a formare un'unica unità amministrativa, e per tale motivo l'Ircania è spesso considerata una parte della Partia propriamente detta.
Il territorio originario dei Parti, denominato Partia, era circondata interamente dal deserto. Delimitata ad est dagli Arii, a sud dalla Carmania, ad ovest lo era dalla Media ed a nord dall'Ircania.
Capitale dell'antica Partia era Hecatompylos (letteralmente "città delle cento porte"), al centro del territorio originario. Altre importanti città di quella che una volta rappresentava una satrapia dell'Impero degli Achemenidi, e quindi territorio originario degli antichi Parthi erano: Calliope e Issatis (nella parte occidentale, a protezione dei Medi), Pyropum (nella parte sud-est), Maria (a sud-est), Arsace ed Alexandria (nella regione della Nisiaea).
In linea di principio i Parti non seguirono il modello urbanistico greco-romano, che prevedeva lo sviluppo delle città su pianta ortogonale, al contrario preferirono uno sviluppo su base circolare.

## Popolazioni
Secondo le fonti di Strabone, i Dahae Aparni originavano da quella parte dei Dahae che risiedevano a nord del Lago Meotide, noti come Parii. Ma, precisa Strabone, non vi è uniforme consenso su tale teoria, e taluni sostengono che i Dahae fossero una parte dei Sciti che risiedevano nei dintorni della Meotide.

## Storia

### Periodo achemenide
La Partia compare per la prima volta come entità politica nelle liste achemenidi delle province ("satrapie") sotto la loro dominazione. Precedentemente alla dominazione achemenide, la Partia sembrerebbe essere stata sotto il controllo dei Medi, e testi assiri del VII secolo a.C. menzionano una nazione chiamata Partakka o Partukka (sebbene questo non implichi per forza "che debba coincidere topograficamente con la successiva Partia").
Un anno dopo la vittoria ottenuta da Ciro il Grande sul re dei Medi Astiage, la Partia divenne una delle prime province a riconoscere la sovranità di Ciro, "e ciò rese sicuri i domini orientali di Ciro e gli permise di condurre la prima delle sue campagne imperiali – contro Sardis." Secondo fonti greche, durante il regno di Dario I, nel 522/521 a.C., la Partia si rivoltò ai Persiani, alleandosi con il re dei Medi, anch'essi ribellatosi al giogo persiano, Fraorte. Il satrapo persiano, Istaspe, si scontrò con i ribelli a Vishpauzatish, dove li vinse l'8 marzo 521. Dopo aver ricevuto rinforzi, sconfisse definitivamente i ribelli e la Partia venne pacificata.
La prima menzione della Partia nelle fonti indigene persiane si trova nell'iscrizione Behistun di Dario I, dove la Partia è elencata (nel tipico senso orario iraniano) tra le satrapie in prossimità della Drangiana. L'inscrizione è stata datata al ca. 520 a.C. Il centro amministrativo della satrapia "potrebbe essere stata a [quella che sarebbe stata in seguito nota come] Hecatompylos". I Parti compaiono anche nella lista dei popoli sudditi degli Achemenidi inserita da Erodoto nella sua opera; lo storico greco considera i Parti, Corasmi, Sogdiani e Arii come popoli di una singola satrapia (la sedicesima), e narra che dovevano versare al re achemenide un tributo annuale di 300 talenti d'argento. Le informazioni fornite da Erodoto sulla Partia non hanno mancato di generare perplessità negli studiosi moderni.
Nella battaglia di Gaugamela combattuta nel 331 a.C. tra gli eserciti di Dario III e di Alessandro Magno, combatté al servizio di Dario III un'unità di Parti comandata da Frataferne, all'epoca satrapo della Partia. In seguito alla sconfitta di Dario III, Frataferne si sottomise ad Alessandro, cedendogli il controllo della Partia al suo arrivo nella zona nell'estate del 330 a.C. Frataferne fu poi riassunto come satrapo della Partia dallo stesso Alessandro.

### Periodo seleucide
Dopo la caduta della dinastia achemenide ad opera di Alessandro Magno, la Persia fu governata dai Seleucidi. Dopo la morte di Alessandro Magno, il governo della Partia fu affidato, nel contesto della cosiddetta "spartizione di Babilonia" (323 a.C.), a Nicanore di Stagira; il precedente satrapo, Frataferne, divenne satrapo dell'Ircania. Alla spartizione di Triparadiso (320 a.C.), il governo della Partia venne affidato a Filippo, in precedenza satrapo della Sogdiana. Alcuni anni dopo, la provincia fu invasa da Peitone, governatore della Media Magna, che in seguito tentò di far innalzare al titolo di governatore della regione suo fratello Eudamo. Peitone e Eudamo furono però detronizzati, e la Partia rimase una satrapia indipendente.
Nel 316 a.C. Stasandro, un vassallo di Seleuco I Nicatore e governatore della Battria (e, sembrerebbe, anche dell'Aria e della Margiana), fu nominato satrapo della Partia. Per i successivi sessant'anni, la Partia divenne parte dell'Impero seleucide, venendo governata da vari satrapi dipendenti dal re seleucide. Lo scarso interesse di questi monarchi per i loro territori orientali si concretizzò subito nello spostamento della capitale da Seleucia, in Mesopotamia, ad Antiochia, in Siria, accentuando quindi la divisione tra l'elemento greco e quello persiano dell'impero. Ne approfittarono alcuni satrapi delle province più orientali, Partia e Battriana, che si resero indipendenti.

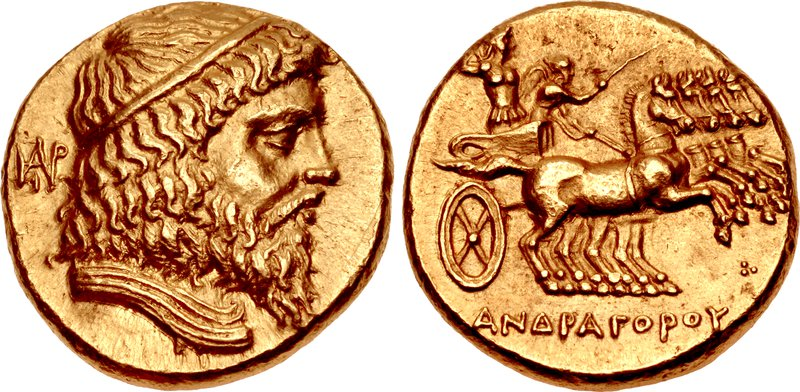
Moneta di Andragora, l'ultimo satrapo seleucide della Partia. Proclamò la sua indipendenza intorno al 250 a.C.

Andragora (morto nel 238 a.C.) fu l'ultimo satrapo seleucide della provincia di Partia, sotto i regni di Antioco I Soter e Antioco II Theos. Nel 247 a.C., Andragora approfittò del fatto che i Seleucidi erano impegnati nella terza guerra siriaca con l'Egitto e riuscì ad ottenere l'indipendenza dall'Impero seleucide.
Nel frattempo, "un uomo chiamato Arsace, di origini scite o battriane, [fu] eletto capo dei Parni", una popolazione di stirpe iraniana proveniente dalla valle del fiume Tajen/Tajend, a sud-est del Mar Caspio. In seguito alla secessione della Partia dall'Impero seleucide e la conseguente perdita del sostegno militare seleucide, Andragora ebbe notevoli difficoltà nel difendere i propri confini, e intorno al 238 a.C. – condotti da "Arsace e dal fratello Tiridate" – i Parni invasero la Partia, impadronendosi dell'Astabene (Astawa), la regione settentrionale della Partia, la cui capitale amministrativa era Kabuchan (o Kuchan).
In breve tempo i Parni conquistarono il resto della Partia, detronizzando e uccidendo Andragora. Anche se una prima spedizione punitiva seleucide per riconquistare la regione, condotta da Seleuco II, fu fallimentare, i Seleucidi riuscirono a ristabilire, condotti da Antioco III il Grande, il controllo indiretto della Partia nella spedizione del 209 a.C. Il successore di Arsace (o Tiridate), Arsace II, fu costretto ad accettare il titolo di vassallo dei Seleucidi, e fu solo sotto il regno di Fraate I che gli Arsacidi/Parni riuscirono a ristabilire la propria indipendenza.

### Periodo partico

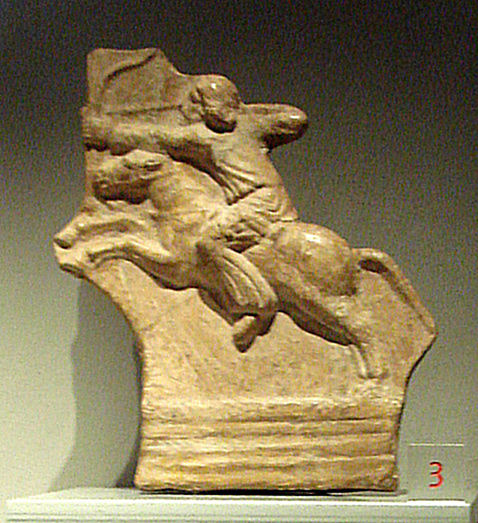
Cavaliere partico ora in esposizione al Palazzo Madama di Torino.

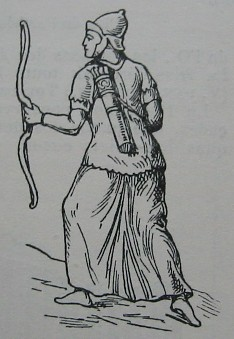
Riproduzione di un arciere partico raffigurato nella Colonna di Traiano.

Nel 238 a.C. la Partia fu invasa dai Parni, una popolazione nomade facente parte della confederazione Dahae. Essi, condotti dal loro re Arsace, detronizzarono il satrapo ribelle Andragora e si impadronirono della regione, fondando così l'Impero partico:
(Giustino)
Non molto tempo dopo, Arsace I si insignorì anche dell'Ircania, e, pertanto, incoronato re, reclutò un consistente esercito, temendo sia Seleuco che il re dei Greco-Battriani Diodoto. Ma, spentosi Diodoto, strinse un'alleanza con suo figlio, Diodoto II; e, non molto tempo dopo, scontrandosi con il re seleucide Seleuco, che aveva tentato di riconquistare la regione, lo sconfisse in battaglia così sonoramente che i Parti celebrarono per secoli interi la data memorabile della battaglia, in quanto data dell'inizio della loro libertà.
Sempre Giustino narra che Seleuco, essendo richiamato in Asia da nuovi conflitti interni, permise ad Arsace di continuare a governare la Partia con una certa tranquillità. Secondo Giustino, Arsace, avendo fondato un regno, ed essendo diventato non meno memorabile presso i Parti di Ciro presso i Persiani e Alessandro presso i Macedoni, perì in età avanzata; e che i Parti, per onorare la sua memoria, decisero che da quel momento in poi tutti i re dei Parti si sarebbero chiamati Arsace, anche se potevano scegliersi un secondo nome.
Ad Arsace, secondo Giustino, succedette il figlio Arsace II. Secondo invece Arriano, autore di una Parthica di cui sono rimasti solo frammenti, ad Arsace sarebbe succeduto il fratello Tiridate I, e il terzo re dei Parti sarebbe stato il figlio di quest'ultimo, Artabano I. Secondo Wolski andrebbe dato maggior credito alla versione di Giustino e respinto il racconto di Arriano: secondo Wolski Tiridate I sarebbe stato un sovrano leggendario, e Arsace I avrebbe in realtà regnato dal 246 a.C. fino al 211 a.C., succeduto da Arsace II. Accettando la tesi di Wolski, molta della storiografia moderna ha etichettato Tiridate I come sovrano leggendario, affermando che ad Arsace I succedette immediatamente il figlio Arsace II. Tuttavia, di recente, è stata rinvenuta un'ostraca che afferma che Friapazio era "figlio del nipote di Arsace"; dato che Friapazio era figlio di Artabano I (chiamato Arsace II da Giustino), l'ostraca afferma in pratica che Artabano I (o Arsace II) era nipote di Arsace, e quindi figlio del fratello (Tiridate secondo Arriano). Sulla base di quest'ostraca, Bivar conclude che la versione di Arriano non può essere respinta del tutto, dato che l'ostraca conferma che Artabano I (o Arsace II) non era figlio di Arsace, bensì figlio del fratello, confermando almeno in parte il racconto di Arriano.
Nel 210 a.C./209 a.C., Arsace II dovette affrontare il tentativo di riconquista della Partia ad opera di Antioco III il Grande, figlio di Seleuco: costui, alla testa di centomila fanti e ventimila cavalieri, aveva invaso la regione. Alla fine Arsace II fu costretto a diventare re vassallo dei Seleucidi. Il ritorno di Antioco III il Grande in Siria e il declino progressivo dell'Impero seleucide permise tuttavia i Parti di affrancarsi dal vassallaggio e anzi a strappare ai Seleucidi, sotto il regno di Mitridate III il Grande (171 a.C.-138 a.C.) la Persia e la Mesopotamia, divenendo così, al pari di Roma, uno degli Imperi più potenti dell'epoca.
Anche se gli Arsacidi solo sporadicamente ponevano la propria residenza in Partia, la loro base di potere era proprio lì, in quanto era lì che risiedevano le famiglie feudali partiche, da cui gli Arsacidi ottenevano il sostegno militare e finanziario necessario per reggere il loro impero. In cambio del loro sostegno agli Arsacidi, queste famiglie feudali ricevettero larghi tratti di terra nei primi territori conquistati, in prossimità della Partia, che erano governati da esponenti della nobiltà partica in qualità di governatori provinciali. Le più larghe di queste città-stato erano Kuchan, Semnan, Gorgan, Merv, Zabol e Yazd.
Dal 105 a.C. circa in poi, l'influsso delle famiglie nobili partiche nel governo dello stato era tale che essi frequentemente osavano opporsi al loro monarca, risultando pertanto un fattore destabilizzante che si sarebbe alla fine rivelato decisivo nella caduta della dinastia.
Dal 130 a.C. ca. in poi, la Partia subì per diverso tempo le incursioni a fini di saccheggio compiute da numerose tribù nomadi, tra cui i Saka, i Yueh-chi, e i Massageti. A tali incursioni, i re arsacidi risposero intervenendo personalmente alla testa dei propri eserciti, anche quando correvano pericoli più seri da parte dell'Impero seleucide e, in seguito, da Roma, che minacciavano le frontiere occidentali dell'Impero (come accadde con Mitridate I). Nel tentativo di difendere l'Impero contro i nomadi, Fraate II e Artabano I furono vinti e uccisi in battaglia dagli invasori.
Intorno al 32 a.C., scoppiò una guerra civile, allorché un certo Tiridate si rivoltò contro Fraate IV, probabilmente con il sostegno della nobiltà che Fraate aveva in precedenza perseguitato. La rivolta fu inizialmente vittoriosa, ma nel 25 a.C. fu repressa dal re legittimo. Nell'8 d.C., la nobiltà partica riuscì ad insediare sul trono il proprio candidato, Vonone, che tuttavia fu ben presto detronizzato in favore di Artabano II, che sembrerebbe essere stato un aristocratico partico non appartenente alla dinastia arsacide, che però non riuscì a consolidare la sua posizione.

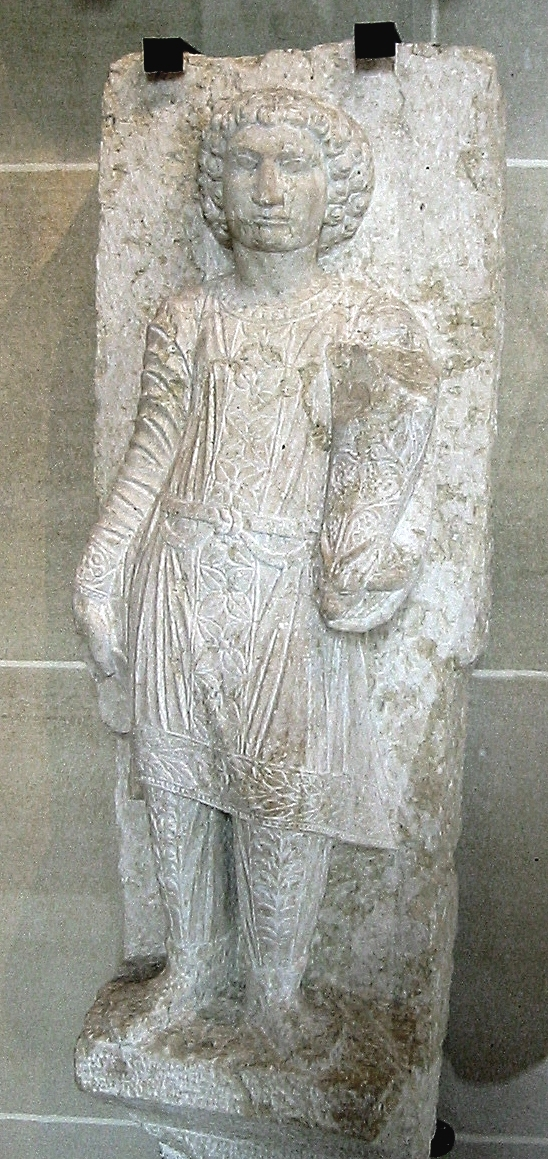
Giovane indossante un tipico abito partico. Palmira, Siria, prima metà del III secolo d.C., Musée du Louvre.

A partire dal II secolo d.C., le guerre con Roma e con i nomadi, e le lotte interne tra la nobiltà partica avevano indebolito gli Arsacidi al punto che non riuscivano più a difendere i territori da loro sottomessi. I vassalli dell'impero ne approfittarono ottenendo una sempre più crescente autonomia dagli Arsacidi e nell'aprile 224 gli Arsacidi furono detronizzati dalla dinastia sasanide, che in precedenza reggeva un regno vassallo dei Parti localizzato nell'Iran sudoccidentale.

### Periodo sasanide
Sotto la dominazione sasanide, la Partia fu incorporata nella provincia del Khorasan, e, pertanto, cessò di esistere come entità politica. Diversi esponenti della nobiltà partica continuarono ad opporre resistenza alla dominazione sasanide per qualche tempo, ma la maggior parte di essi accettarono la dominazione sasanide fin dai primi tempi. Alcune famiglie rivendicanti la propria discendenza dalle famiglie nobili partiche divennero una istituzione sasanide nota come i "Sette casati", cinque delle quali "con ogni probabilità" non erano partiche, ma avevano alterato i loro alberi genealogici "in modo da enfatizzare l'antichità delle proprie famiglie".
La Partia rimase sotto la dominazione sasanide fino alla conquista islamica (metà del VII secolo).